# Z-функция
Z-фу́нкция от строки {\displaystyle S} — массив {\displaystyle Z_{1},\dots ,Z_{n}}, такой что {\displaystyle Z_{i}} равен длине наибольшего общего префикса начинающегося с позиции {\displaystyle i} суффикса строки {\displaystyle S} и самой строки {\displaystyle S}. Алгоритм построения был изложен Дэном Гасфилдом в его книге «Строки, деревья и последовательности в алгоритмах. Информатика и вычислительная биология» в 1997 году на основе публикации Мейна и Лоренца 1984 года о поиске всех тандемных повторов в строке.
Z-функция используется в различных алгоритмах обработки строк. В частности, с её помощью можно быстро решать задачу о поиске вхождения одной строки в другую (поиск по образцу).

## Алгоритм вычисления
Символы строк нумеруются с 0.
Будем хранить индексы L и R, обозначающие начало и конец префикса с наибольшим найденным на данный момент значением R. Изначально {\displaystyle L=R=0}.
Пусть нам известны значения Z-функции для позиций 1…i − 1. Попробуем вычислить значение Z-функции для позиции i.
Если {\displaystyle i\in [L..R]}, рассмотрим значение Z-функции для позиции {\displaystyle j=i-L}. Если {\displaystyle i+Z[j]\leqslant R}, то {\displaystyle Z[i]=Z[j]}, так как мы находимся в подстроке, совпадающей с префиксом всей строки. Если же {\displaystyle i+Z[j]>R}, то необходимо досчитать значение Z[i] простым циклом, перебирающим символы после R, пока не найдется символ, не совпадающий с соответствующим символом из префикса. После этого изменяем, значение L на i и значение R на номер последнего символа, совпавшего с соответствующим символом из префикса.
Если {\displaystyle i\notin [L..R]}, то считаем значение Z[i] простым циклом, сравнивающим символы подстроки начинающейся с i-го символа и соответствующие символы из префикса. Когда будет найдено несоответствие или будет достигнут конец строки, изменяем значение L на i и значение R на номер последнего символа, совпавшего с соответствующим символом из префикса.

## Скорость работы
Время работы алгоритма, вычисляющего значение Z-функции строки S оценивается в {\displaystyle O(\left|S\right|)}. Докажем это.
Рассмотрим i-й символ строки. В алгоритме он рассматривается не более двух раз: первый раз, когда попадает в отрезок {\displaystyle [L...R]}, и второй раз при вычислении Z[i].
Таким образом цикл обрабатывает не более {\displaystyle 2\left|S\right|} итераций.

## Примеры использования
1) Z-функцию можно использовать для поиска образца T в строке S,
2) Зная Z-функцию строки, можно однозначно восстановить префикс-функцию этой строки, и наоборот.

## Пример реализации на Python
```
def
 
z_func
(
s
):

  
z
 
=
 
[
0
]
 
*
 
len
(
s
)

  
left
,
 
right
 
=
 
0
,
 
0

  
for
 
i
 
in
 
range
(
0
,
 
len
(
s
)):

    
z
[
i
]
 
=
 
max
(
0
,
 
min
(
z
[
i
 
-
 
left
],
 
right
 
-
 
i
))

    
while
 
i
 
+
 
z
[
i
]
 
<
 
len
(
s
)
 
and
 
s
[
z
[
i
]]
 
==
 
s
[
i
 
+
 
z
[
i
]]:

      
z
[
i
]
 
+=
 
1

    
if
 
i
 
+
 
z
[
i
]
 
>
 
right
:

      
left
,
 
right
 
=
 
i
,
 
i
 
+
 
z
[
i
]

  
return
 
z

```